# Альберто Тоус
Альберто Тоус (ісп. Alberto Tous; нар. 3 серпня 1962) — колишній іспанський тенісист.
Найвищу одиночну позицію світового рейтингу — 52 місце досяг 10 серпня 1987, парну — 36 місце — 15 червня 1987 року.
Найвищим досягненням на турнірах Великого шолома був півфінал в парному розряді.

## Фінали Гран-прі за кар'єру

### Парний розряд: 2 (0–2)
| Результат | W-L | Дата | Турнір          | Покриття | Партнер      | Суперники                 | Рахунок  |
| --------- | --- | ---- | --------------- | -------- | ------------ | ------------------------- | -------- |
| Поразка   | 0–1 | 1985 | Мадрид, Іспанія | Ґрунт    | Хорхе Бардо  | Жівалдо Барбоза Іван Клей | 6–7, 4–6 |
| Поразка   | 0–2 | 1985 | Болонья, Італія | Ґрунт    | Хорді Арресе | Паоло Кане Сімоне Коломбо | 5–7, 4–6 |

## Титули на челленджерах

### Одиночний розряд: (3)
| Ранг | Рік  | Турнір                        | Покриття | Суперник        | Рахунок  |
| ---- | ---- | ----------------------------- | -------- | --------------- | -------- |
| 1.   | 1984 | Агадір, Марокко               | Ґрунт    | Бернард Буало   | 6–1, 6–0 |
| 2.   | 1987 | Каїр, Єгипет                  | Ґрунт    | Девід де Мігель | 6–2, 6–3 |
| 3.   | 1987 | Вайблінген, Західна Німеччина | Ґрунт    | Роланд Штадлер  | W/O      |

### Парний розряд: (2)
| Ранг | Рік  | Турнір              | Покриття | Партнер         | Суперники                            | Рахунок       |
| ---- | ---- | ------------------- | -------- | --------------- | ------------------------------------ | ------------- |
| 1.   | 1982 | Брюссель, Бельгія   | Ґрунт    | Рауль Вівер     | Девід Ґрем Лорі Вордер               | 3–6, 6–3, 7–5 |
| 2.   | 1987 | Касабланка, Марокко | Ґрунт    | Хосе Лопес-Мезо | Массімо Сієрро Алессандро де Мінічіс | 7–6, 6–2      |